# Milovan Milovanović
Milovan Milovanovic, in serbo Милован Ђ. Миловановић (Belgrado, 17 febbraio 1863 – 8 giugno 1912), è stato un politico e diplomatico serbo, primo ministro del Regno di Serbia dal 25 giugno 1911 al 18 giugno 1912.

## Biografia
Dopo aver studiato giurisprudenza all'Università di Belgrado e Parigi nel febbraio 1888 venne nominato dal re Milan Obrenović all'interno del Comitato incaricato di redigere la nuova Costituzione del Regno di Serbia.
Viaggiò in Danimarca, Belgio e Francia per studiare i sistemi costituzionali europei e nel dicembre 1888 partecipò alla stesura di una Costituzione di stampo liberale.

## La carriera politica e diplomatica
Eletto in Parlamento nel 1893 Milovanovic ricoprì più volte la carica di Ministro degli Esteri; fu anche Ministro della Giustizia e delle Finanze.
All'inizio del 1903 venne nominato ambasciatore a Roma, dove rimase fino 1907 quando viene inviato alla Conferenza di pace dell'Aia.